# Xã Brown, Quận Mifflin, Pennsylvania
Xã Brown (tiếng Anh: Brown Township) là một xã thuộc quận Mifflin, tiểu bang Pennsylvania, Hoa Kỳ. Năm 2010, dân số của xã này là 4.053 người.